# Beran (Ngawi)
Beran is een bestuurslaag in het regentschap Ngawi van de provincie Oost-Java, Indonesië. Beran telt 11.132 inwoners (volkstelling 2010).